# Бжезе (Стараховицький повіт)
Бжезе (пол. Brzezie) — село в Польщі, у гміні Павлув Стараховицького повіту Свентокшиського воєводства.
Населення — 528 осіб (2011).
У 1975-1998 роках село належало до Келецького воєводства.

## Демографія
Демографічна структура на день 31 березня 2011 року:
|          | Загалом | Допрацездатний вік | Працездатний вік | Постпрацездатний вік |
| -------- | ------- | ------------------ | ---------------- | -------------------- |
| Чоловіки | 250     | 70                 | 161              | 19                   |
| Жінки    | 278     | 67                 | 160              | 51                   |
| Разом    | 528     | 137                | 321              | 70                   |